# 10 Things I Hate About You (série télévisée)
Pour les articles homonymes, voir 10 Things I Hate About You.
10 Things I Hate About You ou Dix choses que je déteste de toi au Québec est une série télévisée américaine en 20 épisodes de 22 minutes créée par Carter Covington d'après le film Dix Bonnes Raisons de te larguer de Gil Junger et diffusée entre le 7 juillet 2009 et le 24 mai 2010 sur ABC Family.
En France, la série est diffusée depuis le 6 octobre 2010 sur MTV France et au Québec, elle a été diffusée entre le 4 janvier 2011 et le 17 mai 2011 sur VRAK.TV.

## Synopsis
Cette série met en scène le quotidien de deux sœurs, Kat et Bianca Stratford, que tout oppose. Orphelines de mère, elles quittent l'Ohio avec leur père, un gynécologue très protecteur envers ses filles, et s'installent en Californie.
Kat, l'aînée, est une brillante élève, féministe, dotée de convictions profondes, qui a pour ambition d'intégrer l'Université Brown. La cadette, Bianca, n'a qu'un but dans la vie : devenir populaire, et elle met tout en œuvre pour atteindre ce but.

## Distribution
- Lindsey Shaw (VFB : Mélanie Dambermont) : Kat Stratford
- Meaghan Jette Martin (VFB : Audrey d'Hulstère) : Bianca Stratford
- Larry Miller (VFB : Patrick Waleffe) : Dr Walter Stratford
- Ethan Peck (VFB : Alexandre Crépet) : Patrick Verona
- Nicholas Braun (VFB : Antoni Lo Presti) : Cameron James
- Chris Zylka : Joey Donner
- Dana Davis (VFB : Cathy Boquet) : Chastity Church
- Kyle Kaplan : Michael Bernstein
Version française
Société de doublage : Dubbing Brothers[1]
Direction artistique : Jennifer Baré
Adaptation des dialogues : Fabienne Goudey[1]

Sources V. F. : Doublage Séries Database

## Personnages
- Katherine « Kat » Stratford : est la sœur aînée de Bianca. C'est une brillante élève, féministe, dotée de convictions profondes, qui a pour ambition d'intégrer l'Université Brown. Elle a un esprit indépendant et a des profondes convictions. Elle est étrangement attirée par le mystérieux Patrick. Elle est représentée comme une perfectionniste compulsive, comme lorsqu'elle fait irruption dans l'école juste pour passer un test. Elle tend aussi à être insensible aux sentiments des autres.
- Bianca Stratford : est la sœur cadette de Kat. Bianca fera tout pour devenir populaire et d'obtenir une place dans l'équipe de pom-pom girls. Elle est en train d'apprendre que d'être populaire n'est pas aussi facile ou simple qu'il n'y paraît. Elle sait comment faire tourner quelques têtes, notamment celle de Cameron James. Elle est très gamine et superficielle durant les premiers épisodes, mais devient plus raisonnable lorsque la série progresse.
- Dr Walter Stratford : est le père très protecteur des filles. Il est gynécologue et veuf. Il se méfie des adolescents et sermonne souvent ses filles sur les dangers du sexe. Sa règle principale est que Bianca attende que Kat sorte avec un garçon pour qu'elle-même sorte avec quelqu'un. Malgré son éducation stricte, il a un côté drôle et tendre.
- Patrick Verona : est un garçon calme, solitaire, taciturne, qui s'attire souvent des ennuis. Il a une voix troublante de profondeur. Il est redouté par la plupart des élèves, y compris Mandella, seule amie de Kat. Il s'intéresse à cette dernière. Il éprouve de profond sentiments pour Kat.
- Cameron James : un étudiant en deuxième année, il est amoureux de Bianca depuis leur première rencontre, mais il est maladroit, timide et sans expérience en ce qui concerne les filles. Il a oublié Bianca lorsqu'elle a été en couple avec Joey et il fréquente actuellement Dawn, la meilleure amie de Bianca.
- Chastity Church : une étudiante en deuxième année et la fille la plus populaire à l'école. Capitaine des pom-pom girl, elle est très têtue et vient d'une famille riche. Chastity est la fille du directeur de la commission scolaire, une situation qu'elle utilise pour obtenir ce qu'elle veut (elle a même déjà fait chanter son père ). Chastity est très jalouse de Bianca, après l'avoir vu avec son petit ami Joey dans un dressing lors d'une fête chez Cameron. Dans le dernier épisode, elle est détrôné de sa place en tant que la capitaine des pom-pom girls parce qu'elle a jeté une éponge sur Bianca, au cours du lavage de voiture, causant à Michelle, son renvoi de l'équipe. Après cela, elle révèle à Bianca qu'elle va être transféré dans une autre école.
- Joey Donner : est l'ex petit ami de Chastity et actuel petit-ami de Bianca. Il est capitaine de l'équipe de football américain du lycée, ce qui fait de lui un garçon très populaire au lycée. Il a l'ambition de devenir mannequin. Malgré sa popularité au lycée, il reste néanmoins un garçon très étrange.
- Mandella : est la seule et unique amie de Kat dès son arrivée au collège. Elle a peur de Patrick, le béguin de son amie Kat.

## Épisodes
1. Populaire à tout prix (Pilot)
2. La Vente d'œillets (I Want You to Want Me)
3. À la rescousse (Won't Get Fooled Again)
4. Mauvaise Réputation (Don't Give a Damn About My Bad Reputation)
5. Pro-féministe écolo (Don't Give Up)
6. Prêtes à tout (You Can't Always Get What You Want)
7. La Nuit au lycée (Light My Fire)
8. Premier Rendez-vous (Dance Little Sister)
9. Enfin seules ((You Gotta) Fight for Your Right (To Party))
10. Rébellion 1re partie (Don't Leave Me This Way)
11. Répercussions 2e partie (Da Repercussions)
12. Tel père, telle fille 3e partie (Don't Trust Me)
13. De grandes espérances 4e partie (Great Expectations)
14. Chacun son style (Meat is Murder)
15. Le Concours de jeunes talents 1re partie (The Winner Takes It All)
16. Interventions 2e partie (Too Much Information)
17. Juste un baiser 3e partie (Just One Kiss)
18. Changements 4e partie (Changes)
19. Nouvelle Venue dans la famille 5e partie (Ain't No Mountain High Enough)
20. Révolution (Revolution)

## Commentaires
Cette série est une libre adaptation de La Mégère apprivoisée de William Shakespeare.
La série a été annulée à la fin de la première saison.
Larry Miller avait déjà joué le rôle de Walter Stratford dans le film Dix bonnes raisons de te larguer (Ten Things I Hate About You).